# Balatonújlak megállóhely
Balatonújlak megállóhely egy megszűnt Somogy vármegyei vasúti megállóhely a Somogyszob–Balatonszentgyörgy-vasútvonalon.
Közvetlenül Balatonújlak és Kéthely települések határvonala mellett helyezkedik el, de utóbbitól aránylag messze északra; a névadó község központjától körülbelül 800 méterre keletre. Közúti elérését egy, a 6707-es útból kiágazó önkormányzati út biztosítja.
A megállóhelyet érintő egyetlen vasútvonalon 2009. december 13-án megszűnt a személyszállítás.

## Vasútvonalak
A megállóhelyet az alábbi vasútvonalak érintik:
- Somogyszob–Balatonszentgyörgy-vasútvonal

## Kapcsolódó állomások
A megállóhelyhez az alábbi állomások vannak a legközelebb:
- Kéthely megállóhely (Somogyszob vasútállomás, Somogyszob–Balatonszentgyörgy-vasútvonal)
- Balatonkeresztúr vasútállomás (Balatonszentgyörgy vasútállomás, Somogyszob–Balatonszentgyörgy-vasútvonal)